# Artedidraco shackletoni
Artedidraco shackletoni is een  straalvinnige vissensoort uit de familie van gebaarde ijskabeljauwen (Artedidraconidae). De wetenschappelijke naam van de soort is voor het eerst geldig gepubliceerd in 1911 door Waite.